# تشانغ يو (موسيقي)
تشانغ يو (بالصينية: 张炬) هو موسيقي وفنان صيني، ولد في 17 مايو 1970 في خونان في الصين، وتوفي في 11 مايو 1995 في بكين في الصين.

## وصلات خارجية
- تشانغ يو على موقع ميوزك برينز (الإنجليزية)
- تشانغ يو على موقع ديسكوغز (الإنجليزية)